# Флаг Торжокского района
Флаг муниципального образования «Торжо́кский район» Тверской области Российской Федерации — опознавательно-правовой знак, являющийся символом статуса и самоуправления района.
Флаг утверждён 14 октября 1999 года и внесён в Государственный геральдический регистр Российской Федерации с присвоением регистрационного номера 570.

## Описание
Прямоугольное полотнище голубого цвета с отношением ширины к длине 2:3, воспроизводящее в центре гербовую композицию.
Геральдическое описание герба гласит: «В лазоревом (голубом) щите такого же цвета, тонко окаймлённый золотом и крашеный посередине шестью окаймлёнными серебром с золотыми шариками лазоревыми с золотой сердцевиной, цветок льна, сопровождаемый по кругу тремя золотыми и тремя серебряными голубями поочерёдно с червлёными (красными) ошейниками».

## Символика
В основу флага Торжокского района положен исторический герб города Торжка, Высочайше утверждённого 10 (21) октября 1780 года вместе с другими гербами городов Тверского наместничества: «В голубом поле три серебряные и три золотые голубя, имеющие красные ошейники».
Цветок льна — символ льноводства, красоты и богатства природы, сельскохозяйственной деятельности жителей района.